# Lucy Staniforth
Lucy Staniforth (* 2. Oktober 1992 in York, Vereinigtes Königreich) ist eine englische Fußballnationalspielerin, die seit 2023 für Aston Villa spielt.

## Karriere

### Verein

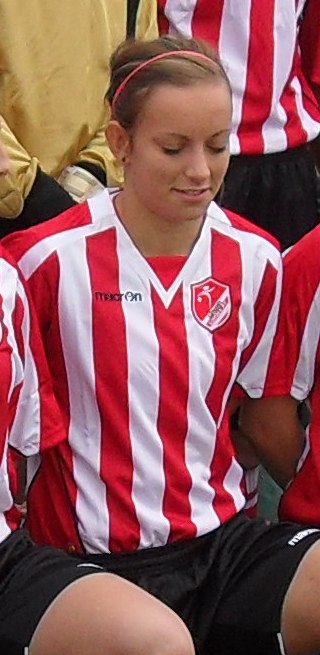
Lucy Staniforth im September 2010

Staniforth spielte in der Saison 2008/09 beim Sunderland WFC in der Northern Division und spielte mit dem Verein zunächst in der Northern Division der FA Women’s Premier League und stieg mit dem Verein als Meister am Ende der Saison in die National Division auf. Am 4. Mai 2009 stand sie mit Sunderland im Pokalfinale, das mit 1:2 gegen Arsenal verloren wurde. In der National Division Saison 2009/10 kam sie in 18 Spielen zum Einsatz und belegte mit dem Verein den fünften Platz.
Zur Premierensaison der 2011 neugeschaffenen FA Women’s Super League wechselte sie zu den Lincoln Ladies. Mit dem Verein belegte sie in der Saison den 4. Platz. Nach dem fünften Platz 2012 wechselte sie zu Bristol Academy. Mit dem Verein erreichte sie ihr zweites Pokalfinale, zog sich in diesem am 26. Mai 2013 aber eine schwere Knieverletzung zu, so dass sie insgesamt für Bristol nur drei Ligaspiele bestreiten konnte.
Im Februar 2014 wechselte sie zum englischen Meister Liverpool FC Women. Aufgrund einer in der Saisonvorbereitung erlittenen Verletzung fiel sie für die komplette Saison 2014 aus. Sie wurde somit englische Meisterin ohne ein Spiel bestritten zu haben. In der Saison 2015 kam sie dann zu elf Einsätzen, Liverpool fiel aber auf den vorletzten Platz. In der UEFA Women’s Champions League 2015/16 hatte sie dann ihren ersten internationalen Einsatz auf Vereinsebene. Beide Spiele des Sechzehntelfinales gegen den italienischen Meister ACF Brescia wurden aber mit 0:1 verloren.
Zur Saison 2016 kehrte sie nach Sunderland zurück. Der Verein hatte als Neuling in der Vorsaison den vierten Platz belegt. Dort kam sie in drei Spielzeiten auf 37 Einsätze und wurde 2017 Kapitänin der Mannschaft. Nach der Saison 2017/18, die Sunderland auf dem 7. Platz beendete, beantragte der Verein keine Lizenz für die Saison 2018/19. Staniforth wechselte daraufhin zu Birmingham City. Dort wurde sie in 19 Spielen eingesetzt und beendete die Saison auf dem vierten Platz.
Im Wintertransferfenster 2023 wechselte sie zu Aston Villa, wo sie einen Vertrag für 18 Monate erhielt. Im Januar 2024 zog sie sich eine Knöchelverletzung zu, so dass sie für den Rest der Saison ausfällt.

### Nationalmannschaft
Staniforth nahm mit der englischen U-17-Mannschaft an der U-17-Fußball-Weltmeisterschaft der Frauen 2008 in Neuseeland teil, wo sie in den sechs Spielen ihrer Mannschaft eingesetzt wurde und am Ende Vierter wurde. Mit der U-19 nahm sie an den U-19-Fußball-Europameisterschaften 2009 und 2010 teil, wobei nach dem Triumph 2009 in Belarus beim darauffolgenden Turnier der zweite Platz erreicht wurde. Bei der U-20-Weltmeisterschaft 2010 kam sie in allen drei Spielen Englands zum Einsatz. Zwischen 2012 und 2015 bestritt sie sechs Spiele mit der U-23-Mannschaft.
Im Juni 2018 erhielt sie dann ihre erste Einladung zur englischen A-Nationalmannschaft.
Drei Monate später debütierte sie gegen Kasachstan in der A-Nationalmannschaft. Beim 6:0 gegen die Kasachinnen im letzten Spiel der Qualifikation zur WM 2019 spielte sie 90 Minuten und erzielte das zwischenzeitliche 4:0. Auch in den anschließenden Freundschaftsspielen wurde sie eingesetzt.
Beim gewonnenen SheBelieves Cup 2019 wurde sie bei den Siegen gegen Brasilien und Japan eingesetzt und erzielte beim 3:0 gegen Japan das erste Tor. Es folgte noch ein Kurzeinsatz beim 2:1-Heimsieg gegen Spanien und am 8. Mai die Nominierung für die WM. Bei der WM hatte sie nur einen zwölfminütigen Kurzeinsatz im Achtelfinale beim 3:0-Sieg gegen Kamerun. Ihre Mannschaft wurde am Ende Vierter.
In der Qualifikation für die WM 2023 hatte sie nur einen zehnminütigen Kurzeinsatz beim 4:0-Sieg gegen Nordirland. Im Juni 2023 wurde sie lediglich für die Standby-Liste zur WM nominiert. Erst im September wurde sie wieder für die ersten beiden Spiele in der neuen UEFA Women’s Nations League nominiert, aber nicht eingesetzt.

## Erfolge
- 2009: Gewinn der U-19-Europameisterschaft
- Meisterschaft in der Northern Division 2008/09
- 2014: Gewinn der englischen Meisterschaft (ohne Einsatz)
- 2019: Gewinn des SheBelieves Cup